# District de Lalangina
Lalangina est un district de Madagascar, situé dans la partie nord-est de la région Haute Matsiatra, dans la province de Fianarantsoa. Son chef-lieu est Ambalakely.
Le district de Lalangina est traversé par deux routes nationales: la RN 7 et la RN 45. Il abrite une partie du parc national de Ranomafana.